# Distretto hui di Chanhe
Il distretto hui di Chanhe (瀍河回族区S, Chánhé Huízú QūP) è un distretto della Cina, situato nella provincia di Henan e amministrato dalla prefettura di Luoyang.